# Antonie Lehr
Antonie „Toni“ Lehr, Decknamen Edith, Annette Lefèvre, Annette Lutterbach (* 30. November 1907 in Czernowitz; † 1. März 1997 in Wien) war eine österreichische Widerstandskämpferin, KPÖ-Funktionärin und Journalistin.

## Leben

### Jugend und Widerstandstätigkeit
Lehr war die Tochter von Josef und Lotte Lehr, einer wohlhabenden jüdischen Familie. 1914 zog die Familie nach Wien, wo sie die Volksschule und das Schwarzwald-Gymnasium besuchte. 1922/23 schloss sie sich der sozialistischen Mittelschülerorganisation und der Sozialistischen Arbeite-Jugend (SAJ) an. Nach der Matura 1926 studierte sie Nationalökonomie an der Hochschule für Welthandel und war Mitglied der Sozialistischen Hochschüler. Unter dem Eindruck des Wiener Justizpalastbrandes im Juli 1927 trat sie der Kommunistischen Jugend (KJV) bei. In den folgenden Jahren engagierte sie sich als Funktionärin in ihrem Wiener Heimatbezirk Alsergrund, in der Roten Hilfe sowie als Mitarbeiterin im KPÖ-Parteisekretariat. Sie gehörte der Kommunistischen Studentenfraktion (KOSTUFRA) an.
Nach Beendigung ihres Studiums reiste sie 1931 in die Sowjetunion, arbeitete als Fakturistin bei einer Moskauer Maschinenexportgesellschaft und besuchte das Industriegebiet Magnitogorsk. Anfang 1933 kehrte Lehr nach Wien zurück und wurde von der Kommunistischen Partei als Mitarbeiterin der Organisazija Meshdynarodnowo Svjasi (OMS - Organisation der internationalen Verbindungen) der Komintern engagiert. Deren Aufgabe bestand in der Organisation der Kontakte zwischen der Moskauer Zentrale und den einzelnen europäischen kommunistischen Parteien. Die Aufgabe von Lehr war das Chiffrieren und Dechiffrieren von Telegrammen an die Moskauer Zentrale und die Betreuung ausländischer Parteikuriere, die illegale Materialien in Koffern mit doppeltem Boden transportierten. Nach der Enttarnung der OMS Ende 1934 konnte Lehr über Prag nach Moskau fliehen, wo sie als Sekretärin der österreichischen Delegation beim 7. Weltkongress der Komintern arbeitete. Im März 1936 zog sie nach Paris, war Sekretärin des Westeuropäischen Büros der Internationalen Roten Hilfe und arbeitete im „Spanienkomitee“, einem Hilfskomitee für spanische Bürgerkriegsflüchtlinge. Nach dem „Anschluss“ Österreichs im März 1938 beschloss sie, in Frankreich den Widerstand gegen den Faschismus zu organisieren.

### Zweiter Weltkrieg
Nach dem Einmarsch der Wehrmacht in Frankreich floh Lehr im Juni 1940 mit ihrem Lebensgefährten Franz Storkan nach Südfrankreich und wurde kurzzeitig im Camp de Gurs interniert. Im Frühjahr 1942 kehrte sie illegal in das besetzte Paris zurück und beteiligte sich führend an der Résistance-Unterorganisation der österreichischen Travail Allemand (TA). Zusammen mit Franz Marek war Lehr Herausgeberin der Zeitung Soldat im Westen, die Widerstandskämpfer unter den österreichischen Wehrmachtsangehörigen verteilten. Da der TA versuchte, seine Mitglieder nach Österreich einzuschleusen, um den dortigen Widerstand zu unterstützen, meldete sich Lehr am 31. August 1943 unter dem Decknamen mit ihren Initialen „Annette Lutterbach“ zum Arbeitseinsatz nach Wien und wurde der Lokomotivfabrik Floridsdorf zugeteilt, wo sie als Dolmetscherin und Sekretärin im Standesbüro der Lagerleitung arbeitete. Im Juli 1944 wurde Lehr von der Gestapo enttarnt und verhaftet. Im November 1944 wurde sie nach Folterungen und dreimonatiger Haft in das KZ Auschwitz deportiert. Lehr erhielt eine Stelle als Hilfsschwester in der Krankenstation und infizierte sich dort mit Typhus. Vor der nahenden Roten Armee wurde sie am 18. Januar 1945 zusammen mit vielen anderen Häftlingen in das KZ Ravensbrück überstellt. Da sie und die Mitinhaftierten Lisa Gavric, Edith Rosenblüth und Gerty Schindel hingerichtet werden sollten, wurde Lehr mit Hilfe der Funktionshäftlinge Maria Berner und Anna Hand mehrfach vor der SS-Wachmannschaft versteckt. Eine polnische Häftlingsärztin schnitt ihr die eintätowierte Häftlingsnummer aus dem Arm. Mit der Identität einer verstorbenen Französin wurde Lehr in einen Rotkreuz-Transport geschmuggelt, mit dem sie im Rahmen der Rettungsaktion der Weißen Busse im Zuge eines Gefangenenaustausches am 22. April 1945 nach Schweden gebracht wurde.

### Nachkriegszeit
Über Frankreich kehrte Lehr im August 1945 nach Wien zurück und arbeitete in verschiedenen Funktionen für die KPÖ, unter anderem als Sekretärin des KPÖ-Vorsitzenden Johann Koplenig, im Zentralkomitee und als Gebietsobfrau. 1950 wurde sie auf dem 1. österreichischen Friedenskongress in den Österreichischen Friedensrat (die österreichische Sektion des Weltfriedensrates) gewählt. Von 1953 bis zu ihrer Pensionierung 1967 arbeitete Lehr als Redakteurin im Auslandsressort der Zeitung Volksstimme. Unter dem Eindruck der Entstalinisierung auf dem XX. Parteitag der KPdSU im Februar 1956 und des Ungarischen Volksaufstands im Herbst 1956 nahm sie eine zunehmend kritische Haltung zur Politik der KPÖ ein. 1968 gehörte sie zu einer Gruppe von Parteimitgliedern um die Kulturzeitschrift Wiener Tagebuch, die sich gegen den Einmarsch der Warschauer-Pakt-Staaten in die ČSSR wandte. Daraufhin wurde sie 1969 aus der KPÖ ausgeschlossen.
Lahr war Präsidiumsmitglied und Vizepräsidentin des Verbands österreichischer Widerstandskämpfer und Opfer des Faschismus (KZ-Verband) sowie Mitglied der Österreichischen Lagergemeinschaft Auschwitz. Sie informierte als Zeitzeugin an Schulen und berichtete in zahlreichen Publikationen, Radio- und TV-Sendungen über ihre Erfahrungen während der Zeit des NS-Regimes.

### Ehrungen
1977 erhielt Lehr das Ehrenzeichen für Verdienste um die Befreiung Österreichs.

### Gedenken
Am 4. Juni 2019 beschloss der Wiener Gemeinderatsausschuss für Kultur, Wissenschaft und Sport, in Wien-Florisdorf die Antonie-Lehr-Straße nach ihr zu benennen.